# Ponte Umberto I (Torino)
Il ponte Re Umberto I è un ponte che attraversa il fiume Po nella città di Torino e permette di collegare corso Vittorio Emanuele II con corso Moncalieri e corso Fiume.

## Storia e descrizione
In seguito ai problemi di sicurezza dell'adiacente ponte in ferro ponte Maria Teresa (poco più a nord, poi abbattuto nel 1906) che si manifestarono alla fine del XIX secolo, iniziarono a susseguirsi le ipotesi per la costruzione di un nuovo ponte. Le società di canottaggio premevano affinché si realizzasse un ponte a una sola campata, ma gli studi evidenziarono come tale ipotesi sarebbe stata troppo costosa e difficile da realizzare e, alla fine, fu scelto il progetto a tre campate, su disegni di Vincenzo Micheli ed Enrico Ristori.

I lavori per la costruzione durarono quattro anni ed il ponte venne inaugurato nel 1907, alla presenza di Vittorio Emanuele III di Savoia.
 Dopo aspre critiche per la troppa linearità del progetto, vennero aggiunte ai quattro angoli del ponte le quattro statue rappresentanti il Valore sul campo di battaglia e la Pietà, di Luigi Contratti, la Maestà che protegge l'Arte e la Maestà che protegge l'Industria, realizzate da Cesare Reduzzi ed in seguito a questa modifica il ponte fu inaugurato una seconda volta durante l'esposizione Universale del 1911.

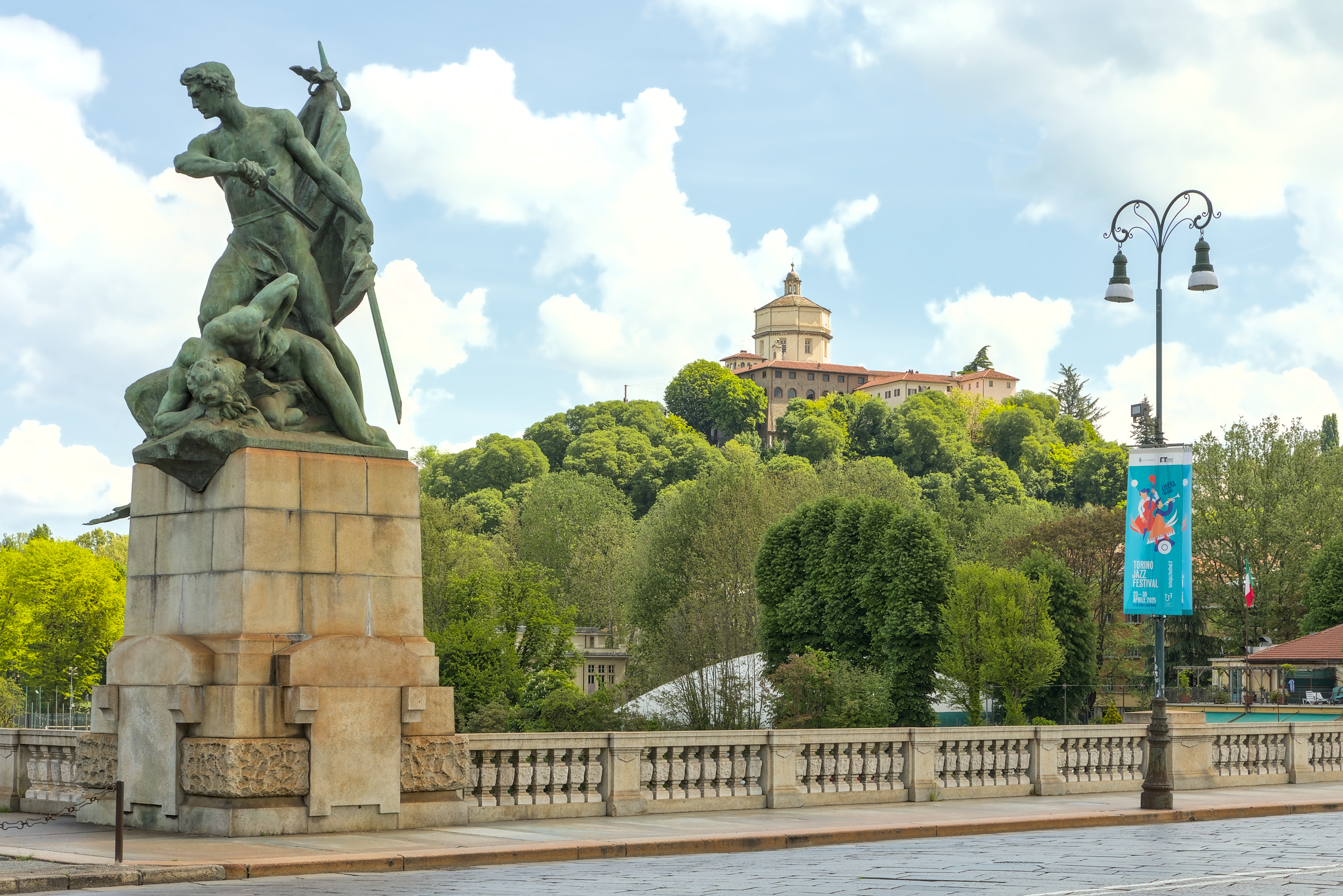
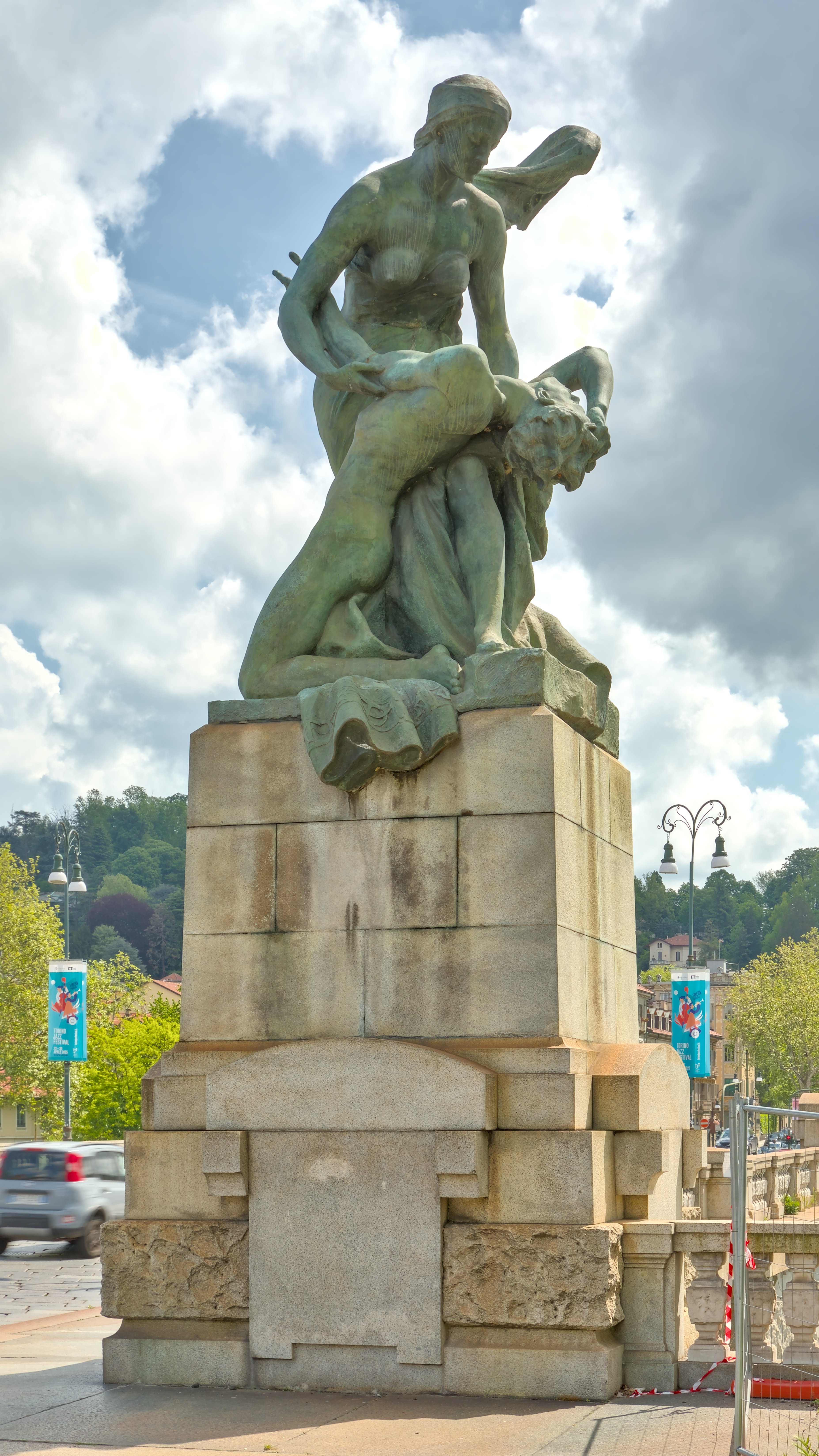